# حساب معدل الثانوية العامة في فلسطين
حساب معدل الثانوية العامة في فلسطين 
هو آلية معتمدة من وزارة التربية والتعليم الفلسطينية لاحتساب المعدل النهائي لطلبة الثانوية العامة (التوجيهي). 
يعتمد الحساب على جمع علامات المواد الإجبارية وبعض المواد الاختيارية ثم قسمة المجموع على عدد المواد وفق تعليمات الوزارة.

## آلية الحساب المعتمدة
تحدد وزارة التربية والتعليم الفلسطينية كيفية اختيار المواد عند وجود أكثر من بديل (مثل الأحياء أو الكيمياء)، ثم يُحسب المعدل النهائي من 100. 
ووفقاً للنظام الجديد المعتمد منذ عام 2023، يتم احتساب المعدل على النحو الآتي:  
- إدخال المواد الإجبارية في مجموع الثانوية العامة.
- اختيار أعلى علامة من بين المادتين الاختياريتين في المجموعة الأولى حسب كل فرع، وإضافتها إلى المجموع.
- مقارنة المادة الأقل من المجموعة الأولى مع المادتين الاختياريتين في المجموعة الثانية، ثم اختيار الأعلى من بين المواد الثلاث وإضافتها إلى المجموع.

## كيفية حساب المعدل حسب الفروع

### الفرع الأدبي
- حساب مجموع علامات المباحث الإجبارية.
- إضافة أعلى علامة بين مبحثي التربية الإسلامية والجغرافيا.
- من المباحث الثلاثة المتبقية يُختار أعلى مبحث ويُضاف للمجموع.

### فرع الريادة والأعمال
- حساب مجموع علامات المباحث الإجبارية.
- إضافة أعلى علامة بين مبحثي المحاسبة والمشاريع الصغيرة.
- من المباحث الثلاثة المتبقية يُختار أعلى مبحث ويُضاف للمجموع.

### الفرع الشرعي
- حساب مجموع علامات المباحث الإجبارية.
- إضافة أعلى علامة بين مبحثي الفقه الإسلامي واللغة الإنجليزية.
- من المباحث الثلاثة المتبقية يُختار أعلى مبحث ويُضاف للمجموع.

### الفرع العلمي
- حساب مجموع علامات المباحث الإجبارية.
- إضافة أعلى علامة بين مبحثي الكيمياء والأحياء.
- من المباحث الثلاثة المتبقية يُختار أعلى مبحث ويُضاف للمجموع.

### الفرع الصناعي
- حساب مجموع علامات المباحث الإجبارية.
- إضافة أعلى علامة بين مبحثي الرسم الصناعي والفيزياء.
- المادة الأقل (الأدنى) تُقارن مع التربية الإسلامية والتكنولوجيا، ويتم اختيار الأعلى من بين الثلاث مواد.
- مجموع جميع هذه المواد يُقسم على 8 للحصول على المعدل من 100%.

### الفرع الزراعي
- حساب مجموع المباحث الإجبارية (اللغة العربية، اللغة الإنجليزية، التدريب العملي، العلوم الزراعية).
- التدريب العملي والعلوم الزراعية تحسب من 200 درجة.
- مقارنة بين المباحث الاختيارية (الأحياء والرياضيات) و(التربية الإسلامية والتكنولوجيا):

```
 - يتم اختيار الأعلى بين الأحياء والرياضيات وإضافتها للمجموع.  
 - المادة الأقل تُقارن مع التربية الإسلامية والتكنولوجيا، ويُختار الأعلى.  
```

- يقسم مجموع جميع المواد المختارة على 9 للحصول على المعدل النهائي.

## الحاسبات الإلكترونية الآلية لمعدل الثانوية العامة
تتوفر على شبكة الإنترنت أدوات إلكترونية تساعد طلبة الثانوية العامة في فلسطين والأردن على حساب معدلهم وفقاً لأحدث نظام معتمد من وزارة التربية والتعليم. 
تعتمد هذه الأدوات على احتساب المباحث الإجبارية والاختيارية بشكل تلقائي، بحيث يُبرمج النظام ليأخذ أعلى العلامات من المواد البديلة لكل فرع حسب التعليمات الرسمية.  
يدخل الطالب العلامات المتوقعة لكل مبحث (بالأرقام الإنجليزية)، مع مراعاة أن بعض المواد تُحسب من 150 أو 200 درجة إذا كان ذلك مذكوراً بجانب اسم المبحث. 
بعد إدخال العلامات، تُولّد الأداة تقريراً شبيهاً بكشف العلامات المدرسي يوضح حالة كل مبحث (ناجح، غير مستكمل، راسب)، إضافة إلى المعدل النهائي المحسوب.  

## وصلات خارجية
- حاسبة معدل الثانوية العامة (التوجيهي) – فلسطين